# 한국농산물냉장협회
한국농산물냉장협회는 농산물 유통질서 확립에 기여하고 생산자 및 소비자 보호하여 회원 상호 권익증진을 도모함 목적으로 1979년 5월 28일 설립된 대한민국 농림수산식품부 소관의 사단법인이다. 사무실은 경상남도 창녕군 창녕읍 탐하리 1-6에 있다.

## 주요 사업
- 국가시책에 호응하는 사업
- 마늘․양파 등 수매자금 알선에 대한 추천사업
- 회원상호 권익증진을 도모하는 사업
- 본회 목적달성을 위한 기타사업
- 저장농산물 시장출하조절사업